# Пелль, Георгий Николаевич
Георгий Николаевич Пелль (1885—1930) — российский и советский военный моряк, капитан 2 ранга; специалист в области боевого применения морской артиллерии; участник русско-японской войны и Цусимского сражения; профессор Военно-морской академии РККФ, председатель Научно-технического комитета ВМФ.

## Биография
Георгий Николаевич Пелль родился 23 января (по другим данным 23 мая) 1885 года в Кронштадте Санкт-Петербургской губернии в семье контр-адмирала Николая Александровича Пелля. По национальности немец. В 1897 году Георгий, также как и его старшие братья Александр (1874-после 1933), Николай (1877—1941) и Пётр (1880—1904) поступил в Морской корпус. В 1902 году был произведён в гардемарины, а 6 мая 1903 года, после заграничного плавания на броненосном крейсере 1 ранга «Генерал-адмирал», в первый офицерский чин — мичмана. Был зачислен в 11 флотский экипаж.

### Служба в Российском императорском флоте
С 1904 года служил на крейсере «Владимир Мономах», исполнял должность ревизора. В ходе русско-японской войны в составе Второй Тихоокеанской эскадры совершил переход на Дальний Восток. 14-15 мая 1905 года участвовал в Цусимском сражении. Был взят в плен, освобождён из плена в декабре 1905 года. В 1906 году был произведён в лейтенанты. С 1906 по 1909 годы служил на броненосце «Цесаревич». В декабре 1908 года броненосец «Цесаревич» находился в Средиземном море. 28 декабря произошло землетрясение в городе Мессина (Сицилия). Г. Н. Пелль принимал активное участие в спасательной операции, проведённой русскими моряками, за что в 1911 году был награждён итальянской серебряной медалью.
В 1909 году после окончания Артиллерийского офицерского класса в Учебно-артиллерийском отряде Балтийского флота (УАО БФ), был оставлен там преподавателем до 1911 года. В 1913 году за отличие по службе произведён в старшие лейтенанты и определён помощником заведующего обучением в Артиллерийском офицерском классе и классе гальванёров. 22 ноября 1913 года назначен членом Комиссии для выработки правил и инструкции по тактической и организационной частям на судах флота. С 1913 года вновь преподаватель Артиллерийского офицерского класса.
Создатель так называемых ныряющих снарядов, в должности флагманского артиллерийского офицера 2-й бригады крейсеров флота Балтийского моря провёл их испытания в октябре-ноябре 1914 года в Ревеле. 6 декабря 1915 года произведён в капитаны 2-го ранга.
10 февраля 1916 года был утверждён в должности штаб-офицера, заведующего обучением в Артиллерийском офицерском классе УАО БФ и флагманским артиллерийским офицером штаба начальника 2-й бригады крейсеров Балтийского моря.

### Служба в Военно-морском флоте СССР
После Октябрьской революции служил начальником Артиллерийского отдела Главного управления кораблестроения РККФ. В 1918—1921 годах был председателем Научной артиллерийской комиссии при Главном управлении кораблестроения РККФ
С 1919 года преподавал в Военно-морской академии на факультете вооружения. 14 июня 1919 года был арестован по политическим мотивам, но вскоре был освобождён, продолжил преподавание в академии. С 1923 года — старший руководитель цикла морской артиллерии факультета оружия Военно-морской академии. В 1924 году был назначен председателем Артиллерийской секции Научно-технического комитета, и по совместительству оставался преподавателем академии. В 1927 году стал профессором. В том же году был вновь арестован. Вскоре был освобождён. В 1928—1929 годах дважды побывал в командировках в США, Франции и Германии для изучения организации проектирования, изготовления и испытания морской артиллерии и приборов управления огнём (отверг сделанные ему предложения остаться в США и во Франции).
Являлся автором ряда изобретений, руководил проектированием 180-мм артиллерийской башни для крейсера «Красный Кавказ», позже использованной для создания башен крейсеров типа «Киров» и «Максим Горький».
С 14 января 1930 по временно исполнял обязанности председателя Научно-технического комитета МС. В марте 1930 года был в третий раз арестован в Ленинграде и этапирован в Москву. Содержался во внутренней тюрьме ОГПУ (Лубянка). Затем был переведён в Бутырскую тюрьму. Покончил жизнь самоубийством бросившись в лестничный пролёт Бутырской тюрьмы. Дело в отношении его было прекращено 02. 06. 1931, «в связи с тем, что в процессе расследования дела он 24 апреля 1930 г. умер….». Был реабилитирован 20 января 1959 года Постановлением военной коллегии Верховного Суда СССР

## Семья
- Брат — Пелль Александр Николаевич (1874-после 1933) — военный моряк, участник русско-японской войны, капитан 1 ранга, командир миноносца «205». С 1905 года — командир эскадренных миноносцев «Бравый» и «Беспощадный», с 1910 — командир транспортов «Шилка» и «Алеут», с 1912 — начальник дивизиона подводных лодок, с декабря — исполнял обязанности начальника 2-го дивизиона минной бригады, с 1913 — командир заградителя «Уссури», с 1915 — крейсера «Орел», с 1918 года командир Сибирской военной флотилии. 1 февраля 1921 — уволен в отставку. 27 января 1931 — арестован, 16 апреля 1933 года — приговорён к высшей мере наказания. 17 июня расстрел заменён на 10 лет заключения в исправительно-трудовом лагере. После 1933 года скончался в лагере.
- Брат — Пелль Николай Николаевич (1877—1941) — морской офицер, капитан 2-го ранга, участник русско-японской войны (оборона Порт-Артура), Первой мировой войны и гражданской войн. Служил в РККФ до 1924 года. Умер от голода в блокадном Ленинграде. Похоронен на Серафимовском кладбище.
- Брат — Пелль Пётр Николаевич (1880—1904) — морской офицер, лейтенант крейсера «Диана», участник русско-японской войны. Погиб вместе с экипажем парового катера 9 апреля 1904 года при постановке минного заграждения у Ляотешана[9].
- Жена — Пелль Лидия Ивановна. Получила высшее техническое и языковое образование. 14 июня 1930 года была арестована в г. Ленинграде, отправлена в Москву и заключена в Бутырскую тюрьму. Обвинялась в передаче разведданных по ВМФ СССР британской разведке. Вину не признала. Приговорена 30 апреля 1931 года ОСО ОГПУ по ст. 58-10 УК РСФСР к 5 годам лишения свободы, с отбыванием наказания в ИТЛ. Отправлена в Вишерский лагерь, позднее переведена в Белбалткомбинат. 12 сентября 1932 года освобождена из лагеря досрочно и выслана в Западную Сибирь. Осенью 1933 года — освобождена из ссылки, вернулась в Ленинград, работала техническим переводчиком в Управлении Белбалткомбината. В январе 1935 — уволена с работы по сокращению штатов, была безработной. Выслана из г. Ленинград. В 40-х годах приехала в Балахну, преподавала иностранные языки (в совершенстве знала английский, французский, немецкий и итальянский). В 1948—1949 годах уехала в Москву. Реабилитирована в один день с мужем. Умерла после 1959 года.
- Сын — Владимир, кандидат технических наук. И. о. заведующего кафедрой Учебной и научной фотографии и кинематографии МГУ. Автор учебных книг и популизаторских публикаций по технике операторского искусства и применения освещения лампами накаливания в фотографии. За годы исследовательской работы в области киносъёмочного освещения разработал новые эффективные источники и осветительные приборы. Внёс значительный вклад в развитие специальных видов съёмки.
- Дочь — Нина[10].

## Награды
- орден Святой Анны 3-й степени с мечами и бантом (8 января 1907)
- орден Святого Станислава 2-й степени (1914), мечи к ордену (29 июня 1915)
- светло-бронзовая медаль «В память русско-японской войны» с бантом (1906)
- серебряная медаль Красного Креста «В память русско-японской войны» (1906)
- медаль «За оказание помощи пострадавшим во время бывшего в 1908 г. землетрясения в Сицилии и Калабрии» (1911)
- медаль «В память 300-летия царствования дома Романовых» (1913)
- светло-бронзовая медаль «В память 200-летия морского сражения при Гангуте» (1915)